# Peter Hiort Lorenzen

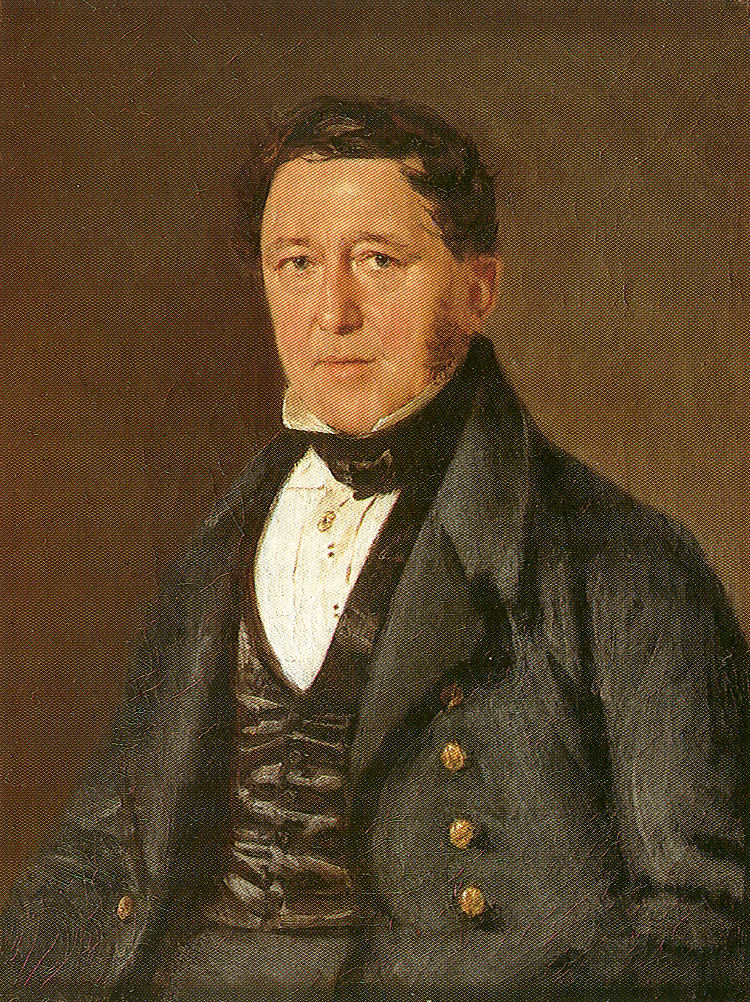
Peter Hiort Lorenzen, målad av Christian Albrecht Jensen.

Peter Hiort Lorenzen, född 24 januari 1791, död 17 mars 1845, var en sønderjysk politiker. Han var far till Hans Rudolf Hiort-Lorenzen.
Lorenzen var köpman i Haderslev och en begåvad, eldig och kraftfull personlighet, som politiker liberal. Åren 1834-45 var han medlem av hertigdömet Slesvigs ständerförsamling och fordrade ursprungligen ett konstitutionellt Schleswig-Holstein i union med Danmark, men vanns av Orla Lehmann och Christian Flor för danskheten och blev dess politiske ledare utåt. Då han 11 november 1842 talade danska bland ständernas tyska majoritet, skärpte han - som avsett var - språkstriden, i det att Danmarks liberaler nu följde Lorenzen och tog upp kampen för Sønderjylland. År 1843 stiftade Lorenzen Slesvigsk Forening, medelpunkten för hertigdömets vaknande danskhet.

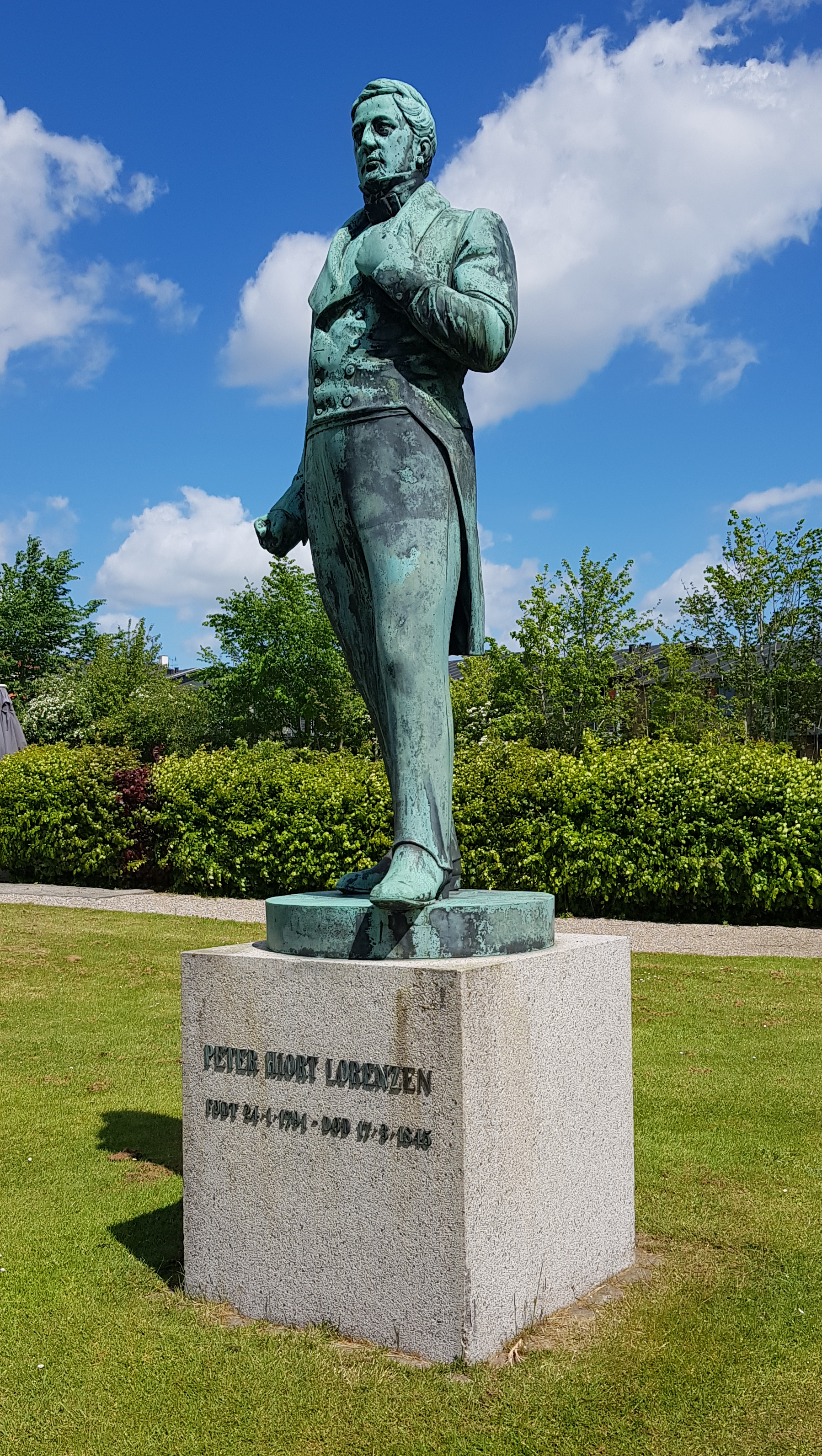
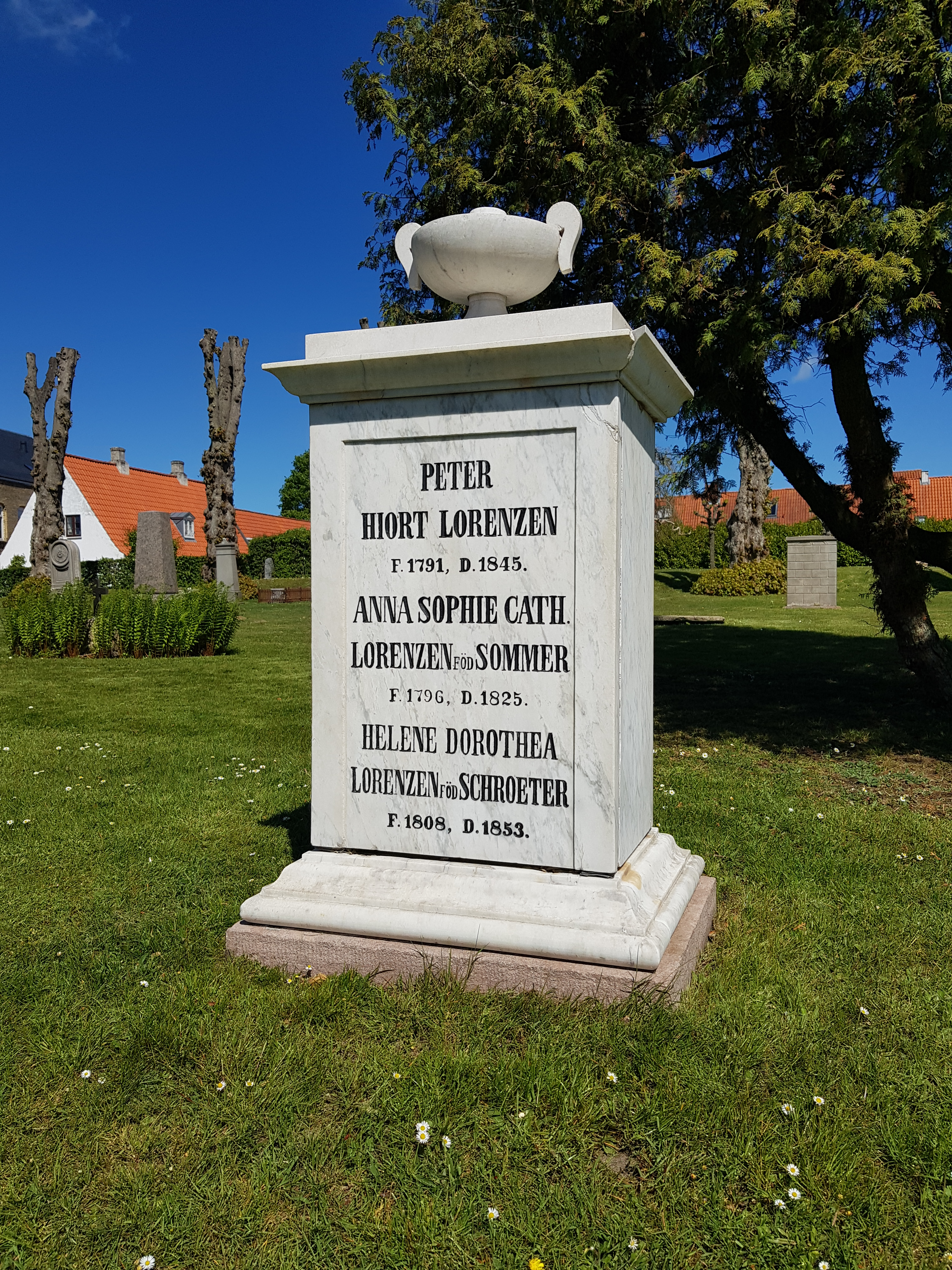